# 宾州肉饼节
宾州肉饼节（State Patty's Day）是宾州州立大学的学生用来替代圣帕特里克节的节日。圣帕特里克节和宾州州立大学的春假时间冲突，因为无法在校和同学一起庆祝节日，宾州州立大学的学生们遂于2007年的3月2日设立宾州肉饼节。这一天，学生们纷纷涌上街头，学校附近的餐厅和酒吧会比平时提早开门，以迎接暴增的客流。在之后的几年里，宾州肉饼节的日子被确定在THON之后的周末里。至2014年，宾州肉饼节已经成功举办了八年，甚至比圣帕特里克节更吸引游客来宾州州立大学帕克校区及其商业区参观。

## 历史
2007年，几位宾州州立大学的学生意识到重要的美国传统节日圣帕特里克节和学校的春假时间重叠了。他们随即成立了一个叫做“圣帕特里克节改期官方小组”的脸书群组，希望吸引其他同学参加圣帕特里克节的提前庆祝活动。2008年，超过4600人参加了活动，大学商业区的酒吧也参与了庆祝。该小组成功把圣帕特里克节的庆祝移到了3月2日，并为其命名“宾州肉饼节”。（英文中和圣帕特里克节谐音）现在，宾州肉饼节的主页有将近12000名订阅者。随着宾州肉饼节的发展，大量的外地游客被吸引来帕克校区参观。宾夕法尼亚州申特县（宾州州立大学所在地）的法官甚至尝试减少宾州肉饼节期间的非法庆祝活动，以减少外地游客的来访。
2013年，因为宾州肉饼节庆祝活动的持续壮大，斯泰特克里奇自治市和宾州州立大学为每个供应酒精饮料的商业场所提供了5000美元的补贴，换来它们在节日期间的停业或暂停酒精饮料供应。2012年宾州肉饼节期间收取的停车费170000美元，全部用于给餐厅和酒吧停业补贴。2015年，斯泰特克里奇自治市发表了题为“宾州肉饼节的影响”的财政报告。报告显示，节日时校区会变得非常拥挤繁忙，总的来说情况和橄榄球赛季的周末差不多。每一年的活动会为宾州州立大学带来约15000美元的净收入。